# Lucas Torró
Lucas Torró Marset (Cocentaina, 19 juli 1994) is een Spaans voetballer die doorgaans als centrale middenvelder speelt. Hij verruilde Eintracht Frankfurt in augustus 2020 voor CA Osasuna.

## Clubcarrière
Torró speelde in de jeugd bij CD Contestano, Ontinyent CF, Hércules CF en CD Alcoyano. Hij debuteerde voor CD Alcoyano in de Segunda División op 20 januari 2012 tegen UD Almería. In 2012 kwam hij bij Real Madrid terecht. Tijdens het seizoen 2012/13 speelde hij voor het C-elftal van De Koninklijke. Hij debuteerde op 18 augustus 2013 voor Real Madrid Castilla, tegen Sporting Gijón.
In het seizoen 2016/17 leende Real Madrid hem uit aan Real Oviedo, dat toen uitkwam in de Segunda División. Na afloop van de uitleenbeurt liet Real Madrid hem definitief naar CA Osasuna vertrekken. Na een goed seizoen maakte Real Madrid gebruik van de terugkoopclausule die het had bedongen, om hem meteen met winst door te verkopen aan Eintracht Frankfurt. Daar moest hij mee het vertrek van zijn ex-Real-ploegmaat Omar Mascarell opvangen. In zijn eerste seizoen bij Frankfurt haalde hij meteen de halve finale van de Europa League, al had hij het wel moeilijk om zich door te zetten vanwege aanhoudend blessureleed. In 2020 transfereerde Torró terug naar Osasuna.

## Interlandcarrière
Torro debuteerde in 2013 bij Spanje –19. Hij haalde dat jaar de halve finale op het EK onder 19 in Litouwen.
1 Herrera ·
2 Vidal ·
3 Cruz ·
4 U. García  ·
5 Herrando ·
6 Torró ·
7 Moncayola ·
8 Ibáñez ·
9 Ra. García ·
10 Oroz ·
11 Barja ·
12 Areso ·
13 Fernández ·
14 Ru. García ·
15 Peña ·
16 Gómez ·
17 Budimir ·
18 Muñoz ·
19 Zaragoza ·
20 Arnáiz ·
21 Martínez ·
22 Boyomo ·
23 Bretones ·
24 Catena ·
27 Benito ·
Coach: Moreno